# Mutrux
Mutrux é uma comuna da Suíça, situada no distrito de Jura-Nord Vaudois, no cantão de Vaud. Tem 3,21 km² de área e sua população em 2018 foi estimada em 158 habitantes.